# نوئل هوگان
نوئل هوگان (به انگلیسی: Noel Hogan) (زاده ۲۵ دسامبر ۱۹۷۱) نوازنده ، تهیه کننده موسیقی ایرلندی است.
او عضو کرنبریز است.